# The Oklahoma Kid
The Oklahoma Kid és una pel·lícula western estatunidenca 1939 protagonitzada per James Cagney i Humphrey Bogart. La pel·lícula va ser dirigida per Lloyd Bacon per a la Warner Bros. Cagney interpreta un pistoler aventurer amb un barret de vaquer d'ala ampla, mentre que Bogart retrata la seva nemesis malvada i vestida de negre.
El repartiment de suport compta amb Rosemary Lane, Donald Crisp i Ward Bond. La germana de Rosemary Lane, Priscilla Lane, també va protagonitzar amb Cagney i Bogart a Els turbulents anys vint aquell mateix any.

## Argument
Durant la febre per la terra a Oklahoma, la il·legalitat es veu agreujada per la baralla de la banda McCord amb els Kincaids, que intenten portar llei i justícia a la regió.

## Repartiment
- James Cagney com Jim Kincaid / "The Oklahoma Kid"
- Humphrey Bogart com Whip McCord
- Rosemary Lane com Jane Hardwick
- Donald Crisp com Jutge Hardwick
- Harvey Stephens com Ned Kincaid
- Hugh Sothern com John Kincaid
- Charles B. Middleton com Alec Martin
- Edward Pawley com Ace Doolin
- Ward Bond com Wes Handley
- Lew Harvey com Ed Curley
- Trevor Bardette com Jack Pasco
- John Miljan com Ringo
- Arthur Aylesworth com Jutge Morgan
- Irving Bacon com recepcionista de l'hotel
- Joe Devlin com Keely
- Wade Boteler com xèrif Abe Collins